# 82.º Batallón de Infantería de la Luftwaffe
El 82.º Batallón de Infantería de la Luftwaffe (82. Infanterie-Bataillon der Luftwaffe) fue una unidad de la Luftwaffe durante la Segunda Guerra Mundial.

## Historia
Fue formado en septiembre de 1944 con 4 compañías. Entró en acción bajo el VIII Ejército (?) en Eslovaquia, XVII Comando Administrativo Aéreo. Fue disuelto en 1945.